# Arasari czarnogłowy
Arasari czarnogłowy (Pteroglossus viridis) – gatunek średniej wielkości ptaka z rodziny tukanowatych (Ramphastidae), zamieszkujący północną część Ameryki Południowej. Nie jest zagrożony. Nie wyróżnia się podgatunków.

## Morfologia
CharakterystykaWystępuje wyraźny dymorfizm płciowy. Samiec ma nieco dłuższy dziób niż samica. Dolna szczęka ma czerwoną nasadę, reszta jest czarna, ale na końcu żółty pasek i znów czarne zakończenie. Górna szczęka również ma czerwoną nasadę, dalej fioletowy dół (ten fioletowy obszar jest lekko trójkątny). Reszta jest żółta z czarnym dołem. Czarna góra gardła oraz czarno-żółto-jasnoniebieska obrączka oczna. Głowa aż do karku i piersi czarna. Wierzch ciała zielono opalizuje, skrzydła czarne. Brzuch jest żółty, ogon czarny, zielono opalizujący (trochę jak u sroki). Pokrywy nadogonowe intensywnie krwistoczerwone. Szare nogi. Samica ma cynamonową głowę, różowe na dziobie zamiast fioletowego. Pokrywy podogonowe są białe. Poza tym jak samiec, ale z zielonkawymi nogami.
Wymiary
- długość ciała: 30,5–39 cm
- rozpiętość skrzydeł: 30,5–38 cm
- masa ciała: 111–159 g

## Zasięg występowania
Występuje we wschodniej Wenezueli, Gujanie, Surinamie, Gujanie Francuskiej oraz w północnej Brazylii – na południe do Amazonki i na zachód do Rio Negro.

## Ekologia i zachowanie
BiotopRóżne rodzaje lasów.
ZachowanieZazwyczaj spotykany parami albo w małych grupkach.
PożywienieOwoce różnych drzew i krzewów, łącznie z rodzajem Cecropia i Oenocarpus bacaba. Ponadto owady i inne małe zwierzęta.
GłosMruczenie, terkotanie, skomlenie, zawodzenie i gdakanie podobne do kury. Ponadto trajkotanie czasami wydawane w ciągach i przypominające odgłos jadącego powoli motoru albo motorówki.
LęgiWyprowadza jeden lęg w dziupli po dzięciole. Swoje 2–4 białe jaja inkubuje przez ok. 17 dni. Młode potrafią latać po 43–45 dniach.

## Status
IUCN uznaje arasari czarnogłowego za gatunek najmniejszej troski (LC – Least Concern) nieprzerwanie od 1988 roku. Liczebność populacji nie została oszacowana, ale nie jest to ptak pospolity. BirdLife International ocenia trend liczebności populacji jako stabilny, choć zauważa też, że wylesianie Amazonii może się przyczynić do spadków liczebności.